# Сенекерим
Сенекерим (арм. Սենեքերիմ) — царь Сюника в Армении с 1072 до 1094 или 1096 года.
Правил вместе с сестрой Шахандухт II. Покровительствовал Татевскому монастырю. Расширил пределы царства. Стремясь укрепить свою власть, ездил в Исфахан, где был утверждён в качестве царя Сюника сельджукским правителем Мелик-шахом.
После смерти Мелик-шаха в Сюник вторглись сельджуки. Сенекерим был убит.
Мхитар Айриванеци пишет в XIII веке:
Эмир Палтун отправил Васака Пахлавуни, сына Григория Магистра, с большим войском против Багаберда. Он обманом умертвил армянского царя Сенакарима и взял страну Сюнийскую.

В одном из документов Сенекерим называл себя царём Армении, сидящим в Сюнике:
Волею всемогущего Иисуса я, Сенекерим, царь Армении в краях Сисакана и Багка
.